# Armadillo – wojna jest w nas
Armadillo – wojna jest w nas – duński film dokumentalny reżyserii Janusa Metza nakręcony w 2009. Opowiada o losach żołnierzy wysłanych na misję do Afganistanu. Premiera filmu odbyła się 27 maja 2010 roku na Festiwalu Filmowym w Cannes, gdzie wygrał nagrodę publiczności.
Film ukazujący duńskich żołnierzy niepotrafiących rozróżnić zwykłych Afgańczyków od Talibów oraz dobijających rannych wrogów zszokował Danię i wywołał dyskusję o zasadności udziału Danii w afgańskiej operacji.
Film rozpoczyna się tydzień przed wyjazdem do Afganistanu. Żołnierze biorą udział w imprezie pożegnalnej, w której uczestniczy również striptizerka. Zostają ulokowani w tytułowej bazie Armadillo, gdzie stacjonuje w sumie 270 osób z Danii i Wielkiej Brytanii.
Żołnierze w wolnym czasie między patrolami zajmują się głównie czyszczeniem sprzętu, oglądaniem pornografii, graniem w brutalne gry komputerowe oraz ćwiczeniami w siłowni.
Podczas jednego z patrolów napotykają na grupkę Talibów i rozpoczyna się wymiana ognia. Jeden z żołnierzy rzuca granat w stronę rannych przeciwników. Gdy staje się jasne, że nie żyją, następuje scena, w której żołnierze przewracają ich rozerwane szczątki w poszukiwaniu broni. Wracają do bazy ciesząc się, że „rozwalili wrogów”, jednak zaczynają się bać, gdy pojawiają się oskarżenia o dobijanie przeciwnika.